# Granges-Aumontzey
Granges-Aumontzey község Franciaország Grand Est régiójában, Vosges megyében. Új községként 2016. január 1-jén jött létre Aumontzey és Granges-sur-Vologne korábbi község egyesítésével.

## Népesség
| Lakosok száma | 2665 | 2630 | 2613 | 2605 | 2590 | 2560 |
|               | 2017 | 2018 | 2019 | 2020 | 2021 | 2022 |